# 莫氏蓝带蚊
莫氏蓝带蚊（学名：Uranotaenia moultoni）是婆罗洲沙巴特有的的蓝带蚊属物种。现仅在马来王猪笼草的捕虫笼中发现过莫氏蓝带蚊的幼虫。所以其被认为是一个依猪笼草底内动物。